# Anne Bakland
Anne Bakland (født 26. april 1986) er en dansk standupkomiker. 
Hun er opvokset i Østervrå, aktiv i først Aalborg og senere hen København siden 2012.
Hun har blandt andet optrådt som æsel i Zulu Comedy Galla 2018. Zulu open mic live, og i 2019 var hun en del af line-uppet til velgørenhedsshowet Grin til Gavn.
I 2018 var hun desuden aktuel med sit første show: Hvorfor er det altid mig?
I 2022 var hun ude med sit show Bullshit.
I 2024/2025 er hun på turné med sit show Sengevæder.
Hun har to podcasts:
- Hvad er planen?! sammen med Louise Brink. Det er en podcast hvor de to komikere gennemgår forskellige segmenter i hvert afsnit, hvor de både er sjove, men heller ikke bange for at være følsomme, og tage tungere emner op.
- Hænderne under dynen sammen med  Cecilie Bau, Anders Stjernholm  og Morten Vendt. En sexpositiv podcast, hvor de fire værter både deler ud af deres egne erfaringer, men også prøver at blive klogere på de ting de ikke ved så meget om. Anne og Morten er kærester, har et åbent forhold og bevæger sig i BDSM-miljøet, Anders er polyamorøs og Louise har sugardatet.

Desuden har hun medvirket i podcasten Meget mere Matador med historikeren Cecilie Nielsen som vært.